# Nintendo GameCube
Nintendo GameCube (krátce jen GC nebo GCN) je v pořadí čtvrtou konzolí od Nintenda. Svým uvedením v letech 2001–2002 patří mezi konzole šesté generace. Jejími konkurenty byly Sony PlayStation 2, Microsoft Xbox a Sega Dreamcast. GameCube byla první konzole Nintenda využívající optické disky, disky byly ve formátu miniDVD. V roce 2006 byl nahrazen novou konzolí Nintendo Wii (z GameCube hardwarově vycházející), která byla plně kompatibilní s hrami, ovladači i paměťovými kartami z GameCube.

## Historie
Nintendo GameCube byla poprvé představena na E3 1999], tehdy ještě pod kódovým jménem Dolphin. Mělo jít o první stolní konzoli Nintenda, která nebude používat jako médium pro hry cartridge. Byl to logický krok poté, co Nintendo 64 bylo neúspěšné zejména kvůli nákladům na výrobu herních cartridge, které může vyrábět pouze Nintendo. Nižší náklady na vývojářské prostředí měly také přilákat vývojáře z jiných firem zpět k platformě Nintenda.
Do projektu bylo zapojeno více společností – IBM vyvinulo a začalo vyrábět procesor pod jménem „Gekko“. Grafický procesor (GPU) si vzala na starosti malá začínající společnost jménem ArtX, kterou ovšem později odkoupil gigant ATI. Grafický čip pak vyráběla společnost NEC. Macronix a Factor 5 přispěly zvukovým procesorem. Později, kdy už se začínala rýsovat finální verze konzole, byla vestavěna mechanika, která zvládala číst malé 8cm DVDdisky (mající 2× větší kapacitu než CD-ROM). Tato mechanika, potažmo disk byla vyvinuta firmou Matsushita Electronic Panasonic, mechanika byla zvláštní zejména tím, že disky se nečetly od středu jako u normální disku, ale od vnějšího kraje, což mělo ztížit práci pirátům.
Nová konzole Nintenda ve své finální podobě byla představena 20. srpna 2000 na Nintendo Spaceworld Show. Do té doby nazývaný projekt Dolphin nebo Nintendo StarCube zde získal i své finální jméno – Nintendo GameCube. Síla konzole byla předváděna na demonstraci nazvané jednoduše Mario 128. Spousta lidí byla překvapena tím, že Nintendo pro svoji novou konzoli zvolilo proprietární médium a ne klasické DVD s možností přehrávání filmů jako konkurence. Nintendo oponovalo tím, že vyvíjí pouze herní systém a že nemíní platit poplatky za užití DVD mechaniky a zvyšovat tím cenu konzole, zejména když DVD přehrávač už má doma každý, kdo ho chtěl. Časem ale Nintendo ve spolupráci s fy Panasonic zareagovalo i na toto a byl vydán tzv. Panasonic Q, tedy GameCube konzole s možností přehrávání DVD. (pouze v Japonsku)
Prodej konzole začal 14. září 2001 v Japonsku a prozatím pouze v jedné barvě Indigo, fialové. Prodejní cena byla o cca 100$ nižší než u konkurenčního Xboxu a PS2. Začátek prodeje v Japonsku měl ovšem dva problémy – zaprvé k dispozici byly pouze tři hry (Luigi's Mansion, Super Monkey Ball, a Wave Race: Blue Storm) a zadruhé – velkolepá marketingová kampaň byla zcela zastíněna teroristickými útoky z 11. září 2001. Celkem pro Japonský trh bylo vyexpedováno něco mezi 300–450 tis. kusy.
Původní začátek prodeje pro Americký trh byl naplánován na 5. listopadu, ovšem byl odložen kvůli nedostatku konzolí i her. Nakonec proběhl 18. listopadu, jen pár dní po začátku prodeje konkurenčního Xboxu. K dispozici bylo 700 000 konzolí a 8 her. Všechny konzole byly ihned bez větších problému prodány a stejně tak to bylo i v Evropě v květnu 2002.
Nintendo GameCube se pomalu začalo rozjíždět, her přibývalo a ač souboj konzolí 6. generace vypadal zpočátku dost vyrovnaně, tak začala GameCube i Xbox na konkurenční PlayStation 2 rychle ztrácet. Na GameCube nevycházelo až tolik her, ale díky poměrně přísným kontrolám ze strany Nintenda šlo o často velice kvalitní tituly – a to hlavně u pokračování zaběhlých sérií (Super Mario Bros., Pokémon, Zelda), tak i u nově otevřených sérií (Fire Emblem, Battalion Wars, Metroid Prime). Od konce roku 2005 už bylo her jen poskrovnu, zejména jen multiplatformní tituly. Menší vzepětí se očekává od přelomu roků 2006 a 2007,[potřebuje aktualizovat] spolu s vydáním nástupce v podobě konzole Nintendo Wii, která je s GameCube kompatibilní.

## Podíl na trhu

### Cílová skupina a online hry
Jedním ze způsobů jak znovu získat svůj vedoucí podíl na trhu byly pro Nintendo jejich rodinné hry – jako Mario nebo Pokémon. Ovšem mládež té doby už nebyli jako ti dříve a hráli raději Grand Theft Auto a jiné střílečky než Pokémony. Druhou možností byly online hry – ke GameCube se dal dokoupit jak Dial-up Modem, tak LAN adapter, pro připojení k internetu. Ovšem jak Nintendo, tak Sony zvolily decentralizovaný model online sítě (na rozdíl od úspěšného Xbox Live). Ten nebyl příliš úspěšný a Nintendu se časem na rozdíl od úspěšného PlayStationu přestalo vyplácet podporovat online pokusy, takže po krátké době přestaly její tituly online službu využívat. A to dokonce platilo i u multiplatformních her, které na Xboxu i PS2 online byly. Za zmínku ovšem jeden titul stojí – jde o Phantasy Star online, která byla převzata od Segy a šlo o plnohodnotné MMORPG – svět s mnoha desítkami skutečných hráčů.

### Hry
Multiplatformní tituly – Nintendo mělo problém v tom, že dávalo vývojářům k dispozici pouze 1,4 GB (na jednom disku) místa na médiích (u konkurence 8,5 GB, tudíž multiplatformní hry byly na GameCube často proti jiným verzím ošizeny o hudbu, videa a jiný bonusový materiál.
Osudným se stala rovněž orientace hráčů Nintenda na first-party tituly (hry přímo vydané Nintendem), největší dopad to mělo na to, že jedna z největších vydavatelských společností – Eidos, přestal pro GameCube vyvíjet hry úplně. Časem se ovšem prodej GameCube začaly propadat a vše začalo vypadat zle. Naštěstí si Nintendo své problémy včas uvědomilo a sáhlo k markantnímu snížení ceny konzole na polovinu, což už v roce 2003 znamenalo, že GameCube byla znatelně nejlevnější konzolí na trhu a tím pádem pro velkou skupinu hráčů i nejzajímavější. Později se dokonce při stejné ceně přistoupilo k tzv. bundle (balíček) – tedy konzole + hra.
Spousta lidí předpovídala Nintendu podobný osud, jaký postihl jen několik let předtím Segu, tedy že přestane vyvíjet vlastní hardware, ale ze společnosti se stane jen vydavatel her pro ostatní platformy. Ovšem zejména díky skvělým prodejům Game Boy Advance a Nintenda DS si mohlo Nintendo dovolit zůstat mezi členy klubu výrobců konzolí a pustit se do nového projektu pojmenovaného Wii.
K 31. prosince 2006, Nintendo prodalo světově dohromady 21,52 milionů kusů konzole GameCube. Z toho 4,02 milionu v Japonsku, 12,74 milionů v Severní Americe a 4,76 milionů v ostatních regionech. Proti tomu Sony prodalo 154,25 milionů konzolí PlayStation 2 a Microsoft něco přes 24 milionů konzolí Xbox.

## Vzhled

### Hardware
Konzole GameCube je nejmenší své generace, má tvar kostky. Z horní strany se vkládají disky s hrami a jsou na ní tři tlačítka: na otevření krytu mechaniky, na restart a zapnutí konzole. Po zapnutí se rozsvítí barevná dioda v přední části horní strany. Zepředu jsou sloty pro čtyři ovladače a pro dvě paměťové karty. Strany jsou hladké, nacházejí se na nich pouze vyústi větráčků. Na zadní straně jsou porty pro připojení videa (u starších verzí konzole (DOL-001) i pro RGB kabel) a napájení. Zajímavostí je rovněž úchytka, pro snadnější přenášení. Ze spodní strany jsou pod krytkami umístěny dva sériové a jeden paralelní port pro připojení příslušenství – modemu, síťového adaptéru, Game Boy playeru atd. Konzole se prodávala v těchto barvách – stříbrná, černá, bílá, fialová, oranžová, červená a bledě modrá. Z toho některé jen v omezeném vydání. Další se daly sehnat je v balíčku se hrou, kdy například na víku mechaniky bylo logo dané hry (př.: Resident Evil 4 nebo Metroid).

### Systém
Pokud je konzole zapnuta bez vloženého disku s hrou, naběhne systémové menu. Zde je možno měnit systémová nastavení a přesouvat uložené pozice her. GameCube sice má dvě pozice pro paměťové karty, ale většina her dovoluje ukládat jen na pozici A. Pokud tedy hráč nechtěl karty vyměňovat, bylo možné pozice her přesouvat na kartu druhou.
Pro konzoli vzniklo několik modchipů, které umožňovaly hraní nelegálně získaných her, ale také spouštění homebrew aplikací a dokonce i Linuxu. Za všechny jmenujme například qoob sx, viper nebo Xeno GC. K dostání byly i speciální kryty mechaniky, které poté umožňovaly i používání standardních DVD disků. Pokud byl v konzoli nainstalován Linux pro GC, bylo možno i přehrávat filmy a hudbu.
Pro emulaci systému GameCube existuje několik emulátorů.

### Ovladač
GameCube ovladač se vyznačuje zejména výbornou ergonomií - perfektně padne do ruky a všechna tlačítka jsou dostupná bez větších problémů - levou rukou se ovládá D-Pad a levá analogová páčka, pravou poté A,B X,Y a pravá analogová páčka. Z horní strany jsou potom nalevo tlačítko L a napravo tlačítko R a Z + tedy tlačítko start zhruba uprostřed ovladače. Jediným výraznějším problémem základního modelu byl krátký kabel. Řešení existovaly dvě - buďto koupit prodlužovací kabel a nebo využít bezdrátový ovladač přímo od Nintenda s jménem Wavebird. Ten byl o něco větší a vkládaly se do něj 2 tužkové baterie. Pro lidi s většíma rukama byl tento ovladač i o něco pohodlnější.

## Knihovna her

### Hry v Evropském prodeji
- Luigi's Mansion
- Wave Race: Blue Storm
- 2002 FIFA World Cup (Electronic Arts)
- Batman Vengeance (Ubi Soft Entertainment)
- Bloody Roar: Primal Fury (Activision)
- Burnout (Acclaim)
- Cel Damage (Electronic Arts)
- Crazy Taxi (Acclaim)
- Dave Mirra Freestyle BMX 2 (Acclaim)
- Driven (BAM)
- Donald Duck Quack Attack (Ubi Soft)
- ESPN International Winter Sports (Konami)
- Extreme G3 (Acclaim)
- ISS2 - International Superstar Soccer 2 (Konami)
- NHL Hitz (Midway)
- Sonic Adventure 2 Battle (Sega/Infogrames) Exclusive
- Star Wars Rogue Leader Rogue Squadron II (LucasArts) Exclusive
- Super Monkey Ball (Sega/Infogrames)
- Tarzan Freeride (Ubi Soft)
- Tony Hawk's Pro Skater 3 (Activision)
- Universal Studios (Kemco)

### Klíčové first-party tituly
Do Nintendo GameCube herní knihovny se počítají zejména tradiční Nintendo série jako Super Mario Bros., The Legend of Zelda a Metroid.
- Animal Crossing
- Donkey Kong Jungle Beat
- Donkey Konga
- Donkey Konga 2
- Fire Emblem: Path of Radiance
- The Legend of Zelda: Four Swords Adventures
- The Legend of Zelda: Twilight Princess
- The Legend of Zelda: The Wind Waker
- Luigi's Mansion
- Mario Kart: Double Dash!!
- Mario Golf: Toadstool Tour
- Mario Party series
- Mario Power Tennis
- Mario Superstar Baseball
- Metroid Prime
- Metroid Prime 2: Echoes
- Paper Mario: The Thousand-Year Door
- Pikmin
- Pikmin 2
- Pokémon Colosseum
- Pokémon XD: Gale of Darkness
- Super Mario Strikers
- Super Mario Sunshine
- Super Smash Bros. Melee
- Wave Race: Blue Storm

### Důležité tituly od jiných firem
- EA Sports hry (Electronic Arts)
- Eternal Darkness: Sanity's Requiem (Silicon Knights)
- F-Zero GX (od Segy, postaveno, na vlastní sérii Nintenda)
- Final Fantasy: Crystal Chronicles (Square Enix)
- Ikaruga (Treasure, vydalo Atari)
- James Bond 007: Everything or Nothing (Electronic Arts)
- James Bond 007: Nightfire (Electronic Arts)
- Metal Gear Solid: The Twin Snakes, vylepšený remake legendární hry vytvořený při spolupráci Konami a Silicon Knights
- Resident Evil série (Capcom)
  - Resident Evil Zero
  - Resident Evil (vylepšený remake)
  - Resident Evil 4
- Killer 7 (Capcom)
- Skies of Arcadia Legends (Sega)
- Soul Calibur 2 (Namco)
- Sonic the Hedgehog série (Sega a Sonic Team)
  - Sonic Adventure DX
  - Sonic Adventure 2: Battle
  - Sonic Mega Collection
  - Sonic Gems Collection
  - Sonic Heroes
  - Shadow the Hedgehog
- Star Wars: Rogue Squadron série (Factor 5)
- Star Fox Adventures
- Star Fox: Assault (od Namco, postaveno, na vlastní sérii Nintenda)
- Super Monkey Ball série (Sega)
- Tales of Symphonia (Namco)
- Baten Kaitos série (Namco)
- Viewtiful Joe série (Capcom)
- Wario World (od Treasure Co. Ltd, postaveno, na vlastní sérii Nintenda)

## Hardware

### CPU
485 MHz IBM „Gekko“ PowerPC CPU.
- Postavené na jádře PowerPC 750CXe
- 180 nm IBM výrobní proces. 43-mm² die. 4.9 W ztráta.
- 32bit ALU. 64bit FPU, použitelný jako 2× 32bit SIMD
  - 1.9Gflops na fpu
- 64bit zvětšený PowerPC 60× na GPU/chipset. 162 MHz clock. 1.3 GB/s nejvyšší šířka sběrnice.
- 64 KB L1 cache (32 KB I/32 KB D). 256 KB on-die L2 cache.

### Systémová paměť
43 MB RAM
- 24 MB MoSys 1T-SRAM (kódové označení "Splash") hlavní systémové RAM. 324 MHz, 64bit bus. 2.7 GB/s šířka sběrnice.
- 3 MB embedded 1T-SRAM asociované GPU "Flipper".
  - 1 MB texture buffer a 2 MB frame buffer
  - 10.4 GB/s texturová sběrnice (peak). 7.6 GB/s framebuffer sběrnice (peak). ~6.2 ns latence.
- 16 MB DRAM používané jako buffer pro DVD mechaniku a audio. 81 MHz, 8bit bus. 81 MB/s sběrnice.

### Konektivita
- 4 porty na ovladače, 2 sloty na memory karty
- A/V výstupy: CINCH composite video, S-Video, RGB component video (pouze u prvních DOL-001 verzí), SCART, a stereo RCA analog audio.
- Rozlišení: 480i, 576i, 480p
- Vysokorychlostní Sériové porty: 2
- Vysokorychlostní Paralelní port: 1
- Energetický vstup: DC12 voltů x 3.25 ampér
- Fyzické rozměry: 110 mm (H) x 150 mm (W) x 161 mm (D). [4.3"(H) x 5.9"(W) x 6.3"(D)]

### Nosná média
- Matsushita (2000–3125 MB/s) CAV mini-DVD 8 cm optický disk. Přístupová doby 128 ms. Kapacita 1,5 GB.
- Memory karty různých velikostí pro ukládání her.

Ačkoliv si autoři a vydavatelé her stěžovali na malou kapacitu médií, tak na dvou discích vyšlo pouze zhruba 25 her. Na více discích dokonce žádná. Mechanika také čte mini-CD, na kterých byly vydány různé Action replay, FreeLoadery atd.

### Příslušenství
- WaveBird – bezdrátový ovladač
- Paměťové karty - 59 (4Mb), 251 (16Mb) nebo 1019 (64Mb) bloků
- Nintendo GameCube-Game Boy Advance kabel – pro propojení GameCube a GBA
- Modem a BoardBand adapter – pro připojení k internetu nebo LAN
- Gameboy Player – pro hraní Gameboy her na televizi
- Kabely – Komponent (pro rozlišení až 480p), D-Terminal, RGB, S-Video, RF
- VGA adapter – pro připojení GameCube k monitoru
- Bonga – bubínky pro hraní her Donkey Konga, Donkey Konga 2, Donkey Konga 3, Donkey Kong - Jungle Beat a DK Bongo Blast.
- Mikrofon – pro hraní her Mario Party 6, Mario Party 7, Karaoke Revolution Party, Odama
- Taneční podložka – pro hraní hry Dance Dance Revolution: Mario Mix
- Klávesnice – ASCII klávesnic pro hraní a rychlou komunikaci ve hře Phantasy Star Online Episode I & II. Složité ji ovšem bylo sehnat mimo Japonsko, takže se to řeší redukcí na klasickou USB klávesnici.
- Volanty – pro hraní závodních her, oficiálně například Logitech Speed Force Racing Wheel.

### Zahraniční
- Nintendo GameCube Archivováno 20. 7. 2008 na Wayback Machine. Oficiální stránka Nintenda o GameCube
- 1UP.com: GameCube
- GNU/Linux na Nintendu GameCube
- GameSpot
- IGNCube

### České
- Oficiální česká stránka
- Český prodejce Nintenda
- GameCube sekce serveru Bonusweb
- Česká fan stránka
- Nintendo